# Giurgeni (gmina)
Giurgeni – gmina w Rumunii, w okręgu Jałomica. Obejmuje tylko jedną miejscowość Giurgeni. W 2011 roku liczyła 1507 mieszkańców. 